# Яхновка (Черниговская область)

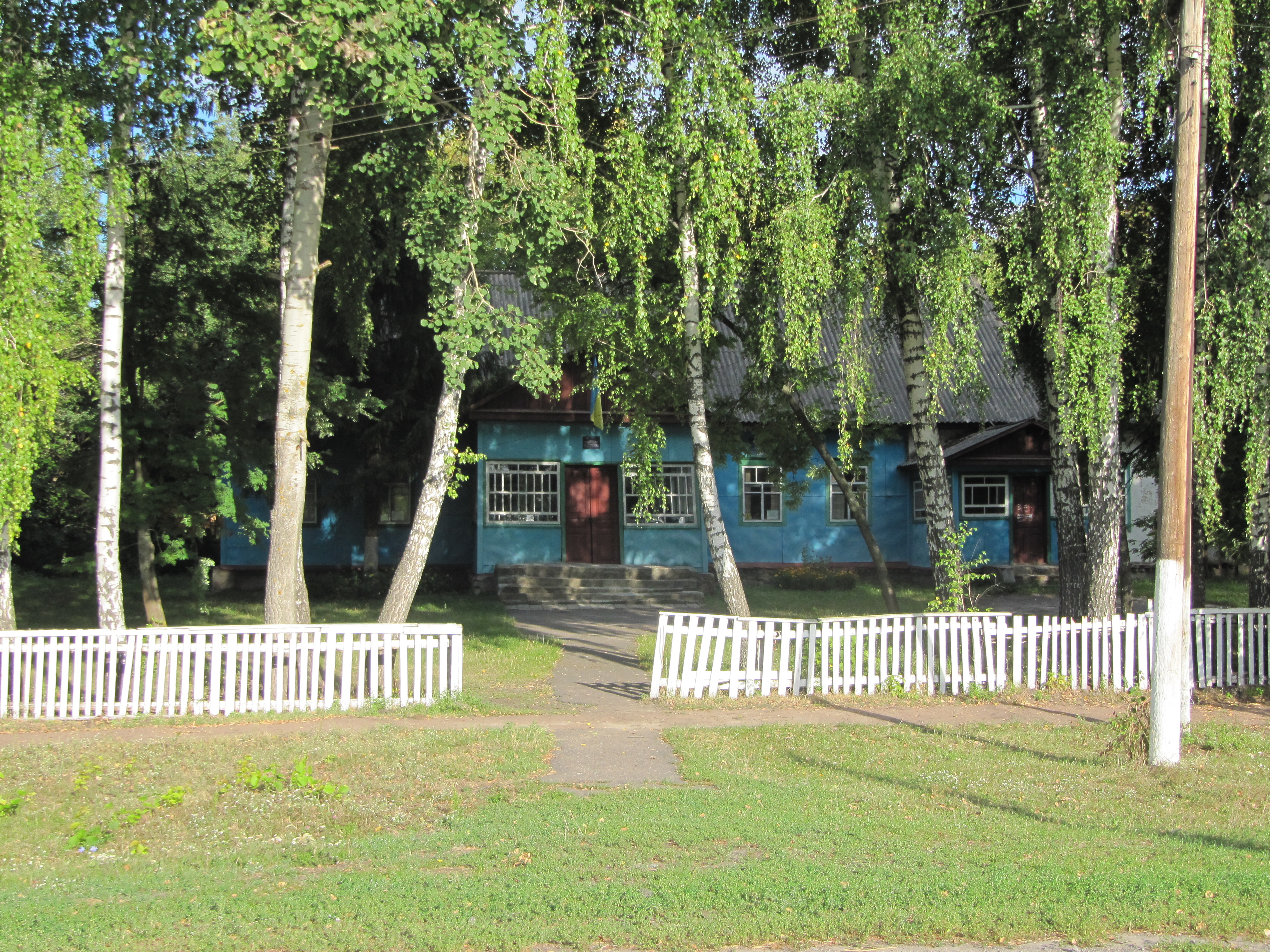
Клуб

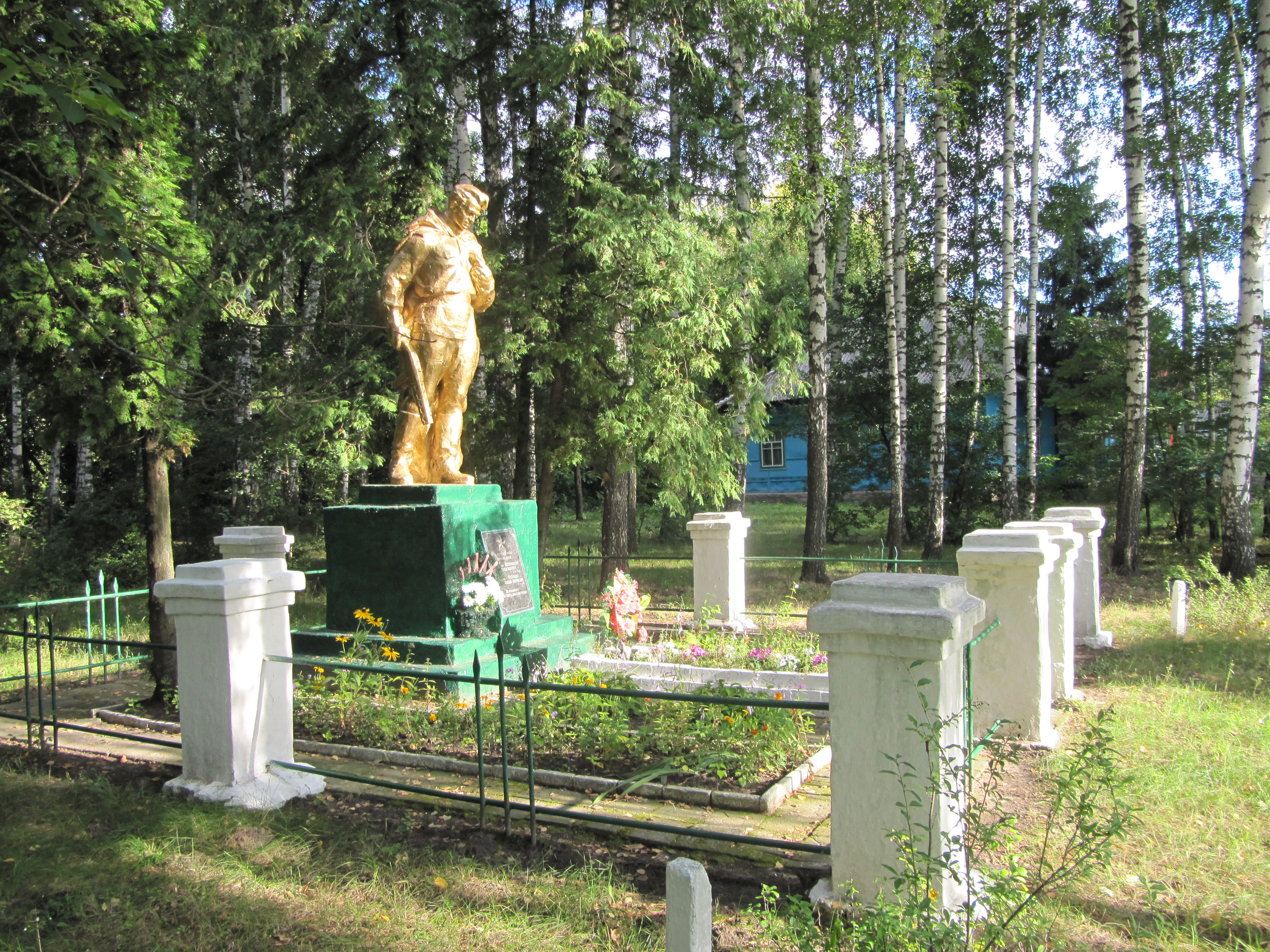
Памятник

Яхновка (укр. Яхнівка) — село в Нежинском районе Черниговской области Украины. Население 348 человек. Занимает площадь 1,708 км².

## Власть
Орган местного самоуправления — Свитанковский сельский совет. Почтовый адрес: 16672, Черниговская обл., Нежинский р-н, п. Свитанок, ул. М. Свитайло, 19.